# 欧洲战争列表
本条目为自古以来发生于欧洲的具重大影响的战事或者内乱列表，但不包括欧洲国家在欧洲范围以外参与的战争。

## 古代（486年之前）
- 约前1200-约前1190：特洛伊战争
- 约前736-前461：麦西尼亚战争
  - 约前736-约前716：第一次麦西尼亚战争
  - 约前650-约前630：第二次麦西尼亚战争
  - 前464-前461：第三次麦西尼亚战争
- 约前590-约前589：第一次神圣战争
- 前499-前449：希波战争
- 前449：第二次神圣战争
- 前431-前404：伯罗奔尼撒战争
- 前398-前392：第一次戴奥尼西厄斯战争
- 前390：鹅救罗马
- 前383-前381：第二次戴奥尼西厄斯战争
- 前371：留克特拉战役
- 前362：曼丁尼亚战役
- 前362：第三次戴奥尼西厄斯战争
- 前357-前355：同盟者战争 (前357至前355年)
- 前355-前346：第三次神圣战争
- 前343－前341：第一次萨莫奈战争
- 前340－前338：拉丁战争
- 前339-前338：第四次神圣战争
- 前335：亚历山大大帝于巴尔干的征战
- 前334-前323：亞歷山大東征
- 前331：梅格洛玻利斯战役
- 前326-前304：第二次萨莫奈战争
- 前323-前322：拉米亚战争
- 前322-前281：继业者之战
  - 前322-前320：第一次继业者之战
  - 前319-前315：第二次继业者之战
  - 前314-前311：第三次继业者之战
  - 前309-前301：第三次继业者之战
  - 前298-前285：马其顿的斗争
  - 前285-前281：利西马科斯与塞琉古之争
- 前298-前290：第三次萨莫奈战争
- 前280-前275：皮洛士战争
- 前274-前168：叙利亚战争
  - 前274-前271：第一次叙利亚战争
  - 前260-前253：第二次叙利亚战争
  - 前246-前241：第三次叙利亚战争
  - 前219-前217：第四次叙利亚战争
  - 前202-前195：第五次叙利亚战争
  - 前170-前168：第六次叙利亚战争
- 前266-前262：克里莫尼迪兹战争
- 前264-前241：第一次布匿战争
- 前239：安卡拉战役 (前239年)
- 前229-前228：第一次伊利里亚战争
- 前220：阿波罗尼亚战役
- 前220-前217：同盟者战争 (前220年–前217年)
- 前218-前201：第二次伊利里亚战争
- 前218-前201：第二次布匿战争
- 前214-前205：第一次马其顿战争
- 前209：阿利乌河战役
- 前205-前200：克里特战争
- 前200-前196：第二次马其顿战争
- 前195：反纳比斯战争
- 前192-前188：罗马-叙利亚战争
- 前191-前189：埃托利亚战争
- 前189：加拉太战争
- 前171-前168：第三次马其顿战争
- 前150-前148：第四次马其顿战争
- 前149-前139：维里阿修斯战争
- 前149-前146：第三次布匿战争
- 前136-前132：第一次西西里奴隶起义
- 前113-前101：辛布里战争
- 前111-前105：朱古达战争
- 前104-前101：第二次西西里奴隶起义
- 前91-前88：同盟者战争 (前91至前88年)
- 前88-前84：第一次米特里达梯战争
- 前83-前81：第二次米特里达梯战争
- 前80-前72：塞多留叛乱
- 前74-前63：第三次米特里达梯战争
- 前73-前71：斯巴达克斯起义
- 前58-前52：高卢战争
- 前49-前30：罗马内战
  - 前49-前44：前三头内战
  - 前43-前30：后三头内战
- 9：条顿堡森林战役
- 43-84：羅馬征服不列顛
- 61(62)：惠特靈大道戰役
- 66-70：第一次犹太战争
- 69：貝德里亞庫姆戰役
- 69-70：巴塔維亞大起義
- 101-106：达西亚战争
- 113-117：第一次帕提亚战争
- 131-135：第二次犹太战争
- 162-165：第二次帕提亚战争
- 197-198：第三次帕提亚战争
- 208-211：喀里多尼亞战争
- 217：尼西比斯之戰
- 229-232：第一次罗马-波斯战争
- 241-244：第二次罗马-波斯战争
- 251：阿伯里图斯战役
- 258-260：第三次罗马-波斯战争
- 约270-274：巴高达运动
- 283：第四次罗马-波斯战争
- 296-297：第五次罗马-波斯战争
- 312：米尔维安大桥战役
- 337-363：第六次罗马-波斯战争
- 378：阿德里安堡战役
- 394：冷河戰役
- 420-422：第一次拜占庭-波斯战争
- 451：沙隆战役
- 468：卡本半岛海战（英语：Battle of Cape Bon (468)）
- 476：罗马陷落

## 中世纪早期（486-1066）
- 486：苏瓦松战役
- 502-505：第二次拜占庭-波斯战争
- 507：武耶战役（英语：Battle of Vouillé）
- 524-533：第三次拜占庭-波斯战争
- 533-534：汪达尔战争
- 535-554：哥特战争
- 572-590：第五次拜占庭-波斯战争
- 602-628：第六次拜占庭-波斯战争
- 626：君士坦丁堡之围 (626年)
- 629-1169：阿拉伯-拜占庭战争
- 636：雅尔穆克战役
- 674-678：君士坦丁堡之围 (674年—678年)
- 687：泰尔特里战役
- 692：赛巴斯托城战役
- 708：安基阿盧斯戰役
- 711-1492：收复失地运动
- 711：瓜达莱特战役
- 717-718：君士坦丁堡之围(717年-718年)
- 718：科法敦加战役
- 732：圖爾戰役
- 740：阿克洛伊农战役
- 772-804：萨克森战争
- 778：龍塞斯瓦耶斯隘口戰役 (778年)
- 811：普利斯卡战役
- 824：第二次隆塞斯瓦耶斯隘口戰役 (824年)
- 854：克罗地亚—保加利亚战争
- 865-878：维京大军
- 878：爱丁顿战役
- 880：斯特萊戰役
- 885-886：巴黎围城战
- 888：米拉佐戰役
- 907：罗斯—拜占庭战争
- 911：马尔登战役
- 937：布鲁南伯尔战役
- 939：安德纳赫之战
- 955：奥格斯堡战役
- 967(968)-971：斯维亚托斯拉夫入侵保加利亚
- 970-1018：拜占庭-保加利亞戰爭
- 983：斯拉夫人叛乱
- 985-986：菲里斯维利尔战役
- 1014：克雷迪昂战役
- 1015-1016：克努特入侵英格兰
- 1030：斯蒂克莱斯塔德战役
- 1040-1185：拜占庭—诺曼战争
- 1047：瓦尔斯沙丘战役

## 中世纪盛期（1066-1299）
- 1066：斯坦福桥战役
- 1066：黑斯廷斯战役（诺曼征服）
- 1071：曼齐刻尔特战役
- 1086：萨拉卡战役
- 1088：英格兰1088年叛乱
- 1091：匈牙利攻占克罗地亚
- 1096-1099：第一次十字军东征
  - 1097：多利留姆战役
  - 1097-1098：安条克围城战
  - 1099：耶路撒冷围城战
  - 1099：阿斯卡隆战役
- 1106：坦什布赖战役
- 1107-1110：挪威十字军
- 1109：格沃古夫围城战
- 1119：布雷穆勒战役
- 1123：卡尔玛十字军（英语：Kalmar Expedition）
- 1130-1240：挪威内战（英语：Civil war era in Norway）
- 1135-1153：英格兰无政府时期
- 1139：奥里基战役
- 1144：埃德萨之围
- 1145-1149：第二次十字军东征
- 1147-1410：北方十字军
- 1147：文德十字军
- 1150：第一次瑞典十字军（英语：First Swedish Crusade）
- 1167-1250：伦巴底联盟
- 1169-1177：诺曼征服爱尔兰
- 1176：密列奥塞法隆战役
- 1176：莱尼亚诺战役
- 1177：蒙吉萨战役
- 1182：拉丁大屠杀
- 1185-1204：阿森与彼得起义
- 1187：哈丁战役
- 1189-1192：第三次十字军东征
- 1202-1204：第四次十字军东征
  - 1202：扎拉围城战
- 1202-1204：法国入侵诺曼底
- 1209-1229：阿尔比十字军
- 1212：托洛薩會戰
- 1214：布汶戰役
- 1215-1217：第一次男爵战争
- 1217-1221：第五次十字军东征
- 1228-1229：第六次十字军东征
- 1234-1241：诸爵十字军
- 1235-1242：长子西征
- 1238-1239：第二次瑞典十字军（英语：Second Swedish Crusade）
- 1240：涅瓦河战役
- 1241：莱格尼察战役
- 1242：楚德湖战役
- 1242-1243：桑通日战争
- 1248-1254：第七次十字军东征
- 1251：牧人十字军
- 1256-1258：优卑亚继承战争
- 1264-1267：第二次男爵战争
  - 1265：伊夫舍姆战役
- 1266：贝内文托战役
- 1270：第八次十字军东征
- 1271-1272：第九次十字军东征
- 1278：杜恩克鲁特战役
- 1282-1442：西西里晚祷战争
- 1283-1422：立陶宛十字军
- 1284：梅洛里亞海戰
- 1284-1285：阿拉贡十字军
- 1293-1295：第三次瑞典十字军（英语：Third Swedish Crusade）
- 1296-1328：第一次蘇格蘭獨立戰爭

## 中世纪晚期（1299-1492）
- 1299-1453：拜占庭-鄂圖曼战争
- 1302：布鲁日晨祷
- 1302：金马刺战役
- 1304：蒙桑佩韦勒战役
- 1311：阿尔米洛斯战役
- 1324：圣萨尔瓦多战争
- 1332-1357：第二次蘇格蘭獨立戰爭
- 1337-1453：百年戰爭
  - 1337-1360：爱德华战争
    - 1340：斯鲁伊斯海战
    - 1345：加斯科涅战役
    - 1345：贝尔热拉克战役
    - 1345：欧贝罗什战役
    - 1346：爱德华三世的骑行劫掠行动
    - 1346：克雷西战役
    - 1350：温切尔西海战
    - 1356：普瓦提埃战役

  - 1369-1389：查理战争（英语：Hundred Years' War, 1369–1389）
    - 1370：彭瓦杨战役
    - 1372：拉罗谢尔海战

  - 1415-1429：兰开斯特战争（英语：Hundred Years' War, 1415–1453）
    - 1415：阿夫勒尔围城战
    - 1415：阿金库尔战役
    - 1421：博热战役
    - 1424：韦尔讷伊战役

  - 1429-1453：法国的胜利（英语：Hundred Years' War, 1415–1453）
    - 1428：奥尔良战役
    - 1429：帕提战役
    - 1429：进军兰斯
    - 1429：巴黎围城战
    - 1430：贡比涅之围
    - 1450：福尔米尼战役
    - 1453：卡斯蒂永战役
- 1340-1392：加利西亚-沃里尼亚战争
- 1341-1365：布列塔尼继承战争
  - 1364：欧赖战役
- 1350-1490：钩子与鳕鱼战争
- 1351-1369：第一次卡斯蒂利亚王位继承战争
  - 1367：纳赫拉战役
  - 1369：蒙铁尔战役
- 1356-1379：两个佩德罗的战争
- 1358：扎克雷起義
- 1361-1363：第一次丹麦-汉萨同盟战争
- 1364：科什雷勒战役
- 1368-1370：第二次丹麦-汉萨同盟战争
- 1378-1381：基奧賈戰爭
- 1378：梳毛工起义
- 1380：庫里科沃之戰
- 1380-1390：脱脱迷失-帖木儿战争
- 1381：瓦特·泰勒农民起义
- 1382：铅锤党暴动
- 1383：德斯潘塞十字军
- 1385：阿尔茹巴罗塔战役
- 1389：科索沃战役 (1389年)
- 1396：尼科波利斯戰役
- 1400-1415：格林杜尔起义（英语：Glyndŵr rebellion）
- 1402：安卡拉之战
- 1409-1411：波兰-立陶宛-条顿战争
- 1410：格伦瓦尔德之战
- 1414：饥饿战争
- 1415：征服休达（英语：Portuguese conquest of Ceuta）
- 1419-1433：胡斯战争
- 1422：戈卢布战争
- 1423-1454：伦巴第战争（英语：Wars in Lombardy）
- 1442：阿拉贡攻陷那不勒斯
- 1444：瓦尔纳战役
- 1453：君士坦丁堡的陷落
- 1454-1466：十三年戰爭
- 1455-1485：玫瑰战争
- 1456：贝尔格莱德之围
- 1463-1479：威尼斯-鄂圖曼戰爭
- 1465-1477：公益联盟战争
- 1474-1477：勃艮第战争
- 1475：瓦斯卢伊战役
- 1482-1484：费拉拉战争
- 1485-1488：疯狂战争

## 宗教战争时期（1492-1648）
- 1492：格拉納達戰爭
- 1494-1559：意大利战争
  - 1494-1498：意大利战争（1494年—1498年）
    - 1495：福尔诺沃战役
    - 1495：塞米纳拉战役

  - 1499-1504：意大利战争（1499年—1504年）（英语：Italian Wars of 1499–1504）
  - 1508-1516：康布雷同盟战争
    - 1512：拉文纳战役
    - 1515：马里尼亚诺战役

  - 1521-1526：意大利战争（1521年—1526年）
    - 1525：帕维亚战役

  - 1526-1530：科涅克同盟战争
    - 1527：罗马之劫

  - 1536-1538：意大利战争（1536年—1538年）（英语：Italian War of 1536–1538）
  - 1542-1546：意大利战争（1542年—1546年）（英语：Italian War of 1542–1546）
    - 1544：切雷索莱战役

  - 1551-1559：意大利战争（1551年—1559年）
    - 1557：圣康坦战役
- 1499：施瓦本战争
- 1499-1503：威尼斯土耳其战争 (1499年-1503年)
- 1521-1523：瑞典解放战争
- 1522-1523：骑士战争
- 1524-1525：德国农民战争
- 1526：第一次摩哈赤战役
- 1529-1531：卡佩尔战争
- 1533-1536：伯爵战争
- 1537-1540：威尼斯土耳其战争 (1537年-1540年)
- 1538：普拉韦扎海战
- 1546-1555：施马尔卡尔登战争
  - 1546-1547：第一次施马尔卡尔登战争
  - 1552-1555：第二次施马尔卡尔登战争
- 1558-1583：利沃尼亚战争
- 1562-1594：法国宗教战争
- 1563-1573：第一次北方战争（北方七年战争）
- 1565：马耳他之围 (1565年)
- 1568-1648：八十年战争
- 1570-1595：俄罗斯二十五年战争
- 1570-1573：威尼斯土耳其战争 (1570年-1573年)
- 1571：勒班陀战役
- 1578：三王之战
- 1583-1588：科隆战争
- 1585-1604：英西戰爭
- 1585-1589：三亨利之战
- 1593-1617：摩拉维亚权贵战争（英语：Moldavian Magnate Wars）
- 1595-1598：法西战争 (1595年—1598年)
- 1596-1597：棍棒战争
- 1598-1663：荷葡战争
- 1600-1629：波兰战争
- 1604-1613：俄罗斯混乱时期
- 1609-1610：于利希继承战争
- 1610-1617：英格里亚战争
- 1611-1613：卡尔马战争
- 1618-1648：三十年战争
  - 1618-1628：波西米亚阶段
    - 1618-1620：波西米亚叛乱
    - 1620：白山战役

  - 1625-1629：丹麦阶段
  - 1630-1634：瑞典阶段
    - 1631：布莱登菲尔德战役
    - 1632：吕岑战役
    - 1634：讷德林根战役

  - 1635-1648：全欧混战阶段
    - 1643：罗克鲁瓦战役
    - 1645：阿勒海姆战役
- 1620：楚措拉战役
- 1628：曼托瓦王位继承战争
- 1632-1634：斯摩棱斯克战争
- 1635-1659：法西战争 (1635年—1659年)
- 1636-1659：法西战争
- 1639：泊地海战
- 1639-1640：苏格兰起义
- 1640-1652：加泰罗尼亚起义（收割者战争）
- 1640-1649：清教徒革命
  - 1642-1646：第一次英国内战
  - 1648：第二次英国内战
- 1640-1668：葡萄牙王政复古战争
- 1643-1645：托尔斯滕森战争
- 1645-1669：克里特战争
- 1648-1667：大洪水时代
  - 1648-1657：赫梅尔尼茨基起义
  - 1654-1667：俄波战争 (1654年-1667年)
  - 1655-1661：第二次北方战争
- 1648-1653：投石党运动

## 绝对主义时期（1648-1800）
- 1651-1986：三百三十五年战争
- 1652-1654：第一次英荷战争
- 1654-1667：俄波战争 (1654年－1667年)
- 1665-1667：第二次英荷战争
- 1667-1668：权力转移战争
- 1672-1673：第三次英荷战争
- 1672-1678：法荷战争
- 1672-1699：大土耳其战争
  - 1676-1681：俄土战争 (1676年-1681年)
  - 1682-1699：奥土战争 (1682年-1699年)
  - 1684-1699：威尼斯土耳其战争 (1684年-1699年)
  - 1686-1700：俄土战争 (1686年-1700年)
- 1675-1679：斯科讷战争
- 1683：维也纳战役
- 1688-1697：大同盟战争
- 1689：光荣革命
- 1700-1721：大北方战争
  - 1710-1713：俄土战争 (1710年-1713年)
- 1701-1714：西班牙王位继承战争
- 1703-1711：拉科奇独立战争
- 1712：第二次菲尔默根战争
- 1714-1718：威尼斯土耳其战争 (1714年-1718年)
- 1716-1718：奥土战争 (1716年-1718年)
- 1718-1720：四国同盟战争
- 1733-1738：波兰王位继承战争
- 1735-1739：俄土战争 (1735年-1739年)
- 1737-1739：奥土战争 (1737年-1739年)
- 1740-1748：奥地利王位继承战争
  - 1740-1742：第一次西里西亚战争
  - 1744-1745：第二次西里西亚战争
- 1741-1743：俄瑞战争 (1741年-1743年)
- 1745：詹姆斯党叛乱
- 1756-1763：七年战争
  - 1756-1763：第三次西里西亚战争
- 1760-1780：大西洋革命
- 1768-1774：俄土战争 (1768年-1774年)
- 1768-1772：巴尔联盟战争
- 1772：第一次瓜分波兰
- 1778-1779：巴伐利亚王位继承战争
- 1780-1784：第四次英荷战争
- 1787-1792：俄土战争 (1787年-1792年)
- 1788-1790：奥土战争 (1788年-1790年)
- 1788-1790：俄瑞战争 (1788年-1790年)
- 1792：1792年俄波战争
- 1792-1802：法国大革命战争
  - 1793-1797：第一次反法同盟
  - 1798-1799：埃及远征
  - 1799-1802：第二次反法同盟
- 1793：第二次瓜分波兰
- 1793：柯斯丘什科起义
- 1795：第三次瓜分波兰
- 1795：巴达维亚革命

## 近代（1800-1914）
- 1803-1815：拿破仑战争
  - 1805：第三次反法同盟
  - 1806：哈雷战役
  - 1806-1807：第四次反法同盟
  - 1806-1812：俄土战争 (1806年-1812年)
  - 1807-1809：英土战争
  - 1807-1814：半岛战争
  - 1807-1814：炮舰战争
    - 1807-1809：第一次挪瑞战争
    - 1814：第二次挪瑞战争

  - 1808-1809：丹瑞战争 (1808-1809)
  - 1809：第五次反法同盟
  - 1812：俄法战争
  - 1813：莱比锡战役
  - 1813-1814年：第六次反法同盟
  - 1815：那不勒斯战争
  - 1815：第七次反法同盟
- 1804：1804年爱尔兰起义
- 1804-1806：塞尔维亚起义
- 1808-1814：第一次西班牙革命
- 1820-1823：第二次西班牙革命
- 1821-1829：希腊独立战争
  - 1827：纳瓦里诺海战
- 1828-1834：米格尔战争
- 1828-1829：俄土战争 (1828年-1829年)
- 1830-1832：1830年革命
- 1830-1831：比利时独立战争
- 1833-1839：第一次卡洛斯战争
- 1846-1849：第二次卡洛斯战争（英语：Second Carlist War）
- 1847：独立联盟战争
- 1848-1849：1848年革命
- 1848-1849：匈牙利民族解放战争
- 1848-1849：第一次意大利独立战争
- 1853-1856：克里米亚战争
- 1859：第二次意大利独立战争
- 1859-1860：意大利统一运动
- 1863-1864：一月起义
- 1864：普丹战争
- 1866：普奥战争
- 1866：第三次意大利独立战争
- 1870-1871：普法战争
- 1871：巴黎公社革命
- 1872-1876：第二次卡洛斯战争（英语：Third Carlist War）
- 1877-1878：俄土战争 (1877年-1878年)
- 1885-1886：塞保战争
- 1897：第一次希土战争
- 1911-1912：意土战争
- 1912-1913：第一次巴尔干战争
- 1913：第二次巴尔干战争

## 两次世界大战（1914-1945）
- 1914-1918：第一次世界大战
- 1916：复活节起义
- 1917-1918：1917年俄国革命（二月革命及十月革命）
- 1917-1922：俄国内战
- 1918：芬兰内战
- 1918-1920：爱沙尼亚解放战争
- 1918-1920：立陶宛独立战争
- 1918-1919：阿塞拜疆-亚美尼亚战争
- 1918-1919：大波兰起义
- 1918-1919：波乌战争
- 1919-1921：捷克斯洛伐克-匈牙利战争
- 1919-1921：波苏战争
- 1919-1921：西里西亚起义
- 1919-1921：爱尔兰独立战争
- 1919-1923：土耳其独立战争
- 1919-1922：第二次希土战争
- 1920：波兰-立陶宛战争
- 1920：发罗拉战争（英语：Vlora War）
- 1921：红军入侵格鲁吉亚
- 1922-1923：爱尔兰内战
- 1934：奥地利内战
- 1936-1939：西班牙内战
- 1939：斯洛伐克-匈牙利战争（英语：Slovak-Hungarian War）
- 1939-1945：第二次世界大战欧洲战场
  - 1939：波兰战役
  - 1939-1940：假战
  - 1939-1940：冬季战争
  - 1940：挪威战役
  - 1940：法国战役
  - 1940-1941：不列颠战役
  - 1940-1941：巴尔干战役
  - 1941-1945：苏德战争
  - 1941-1944：继续战争
  - 1941-1945：南斯拉夫战场
  - 1940-1945：地中海、中东及非洲战场
  - 1944-1945：第二战场
  - 1944-1945：拉普兰战争
- 1944-1949：希腊内战

## 当代（1946-2000）
- 1953：东德六一七事件
- 1956：波兹南事件
- 1956-1962：边境战役 (爱尔兰共和军)（英语：Border Campaign (Irish Republican Army)）
- 1956：匈牙利十月事件
- 1958：第一次鳕鱼战争
- 1959-2011：巴斯克冲突（英语：Basque conflict）
- 1968：苏联入侵捷克斯洛伐克
- 1968-1998：北爱尔兰冲突
- 1972-1973：第二次鳕鱼战争
- 1974：土耳其入侵塞浦路斯
- 1975-1976：第三次鳕鱼战争
- 1988-1994：纳戈尔诺-卡拉巴赫战争
- 1989：1989年罗马尼亚革命
- 1991-1993：格鲁吉亚内战
- 1991-1992：第一次南奥塞梯战争（英语：1991–1992 South Ossetia War）
- 1991-1999：南斯拉夫内战
  - 1991：斯洛文尼亚十日战争
  - 1991-1995：克罗地亚战争
  - 1992-1995：波斯尼亚战争
  - 1998-1999：科索沃战争
- 1992-1993：阿布哈茲戰爭
- 1992：东普里格罗迪尼冲突
- 1992：德涅斯特河沿岸战争
- 1992-1993：阿布哈茲戰爭
- 1994-1996：第一次车臣战争
- 1997：1997年阿尔巴尼亚叛乱（英语：1997 rebellion in Albania）
- 1998：1998年阿布哈兹战争
- 1999-2009：第二次车臣战争
- 1999：达吉斯坦战争
- 1999-2001：普雷舍沃山谷武装冲突

## 21世纪
- 2001：马其顿武装冲突
- 2007- 2015：印古什战争（英语：War in Ingushetia）
- 2008：南奥塞梯战争
- 2014至今：頓巴斯戰爭
- 2022：2022年俄羅斯入侵烏克蘭